# Xã Muddy Fork, Quận Pike, Arkansas
Xã Muddy Fork (tiếng Anh: Muddy Fork Township) là một xã thuộc quận Pike, tiểu bang Arkansas, Hoa Kỳ. Năm 2010, dân số của xã này là 249 người.